# Mount McPhail
Mount McPhail är ett berg i Kanada.   Det ligger på gränsen mellan Alberta och British Columbia, i den västra delen av landet, 2 900 km väster om huvudstaden Ottawa. Toppen på Mount McPhail är 2 886 meter över havet, eller 677 meter över den omgivande terrängen. Bredden vid basen är 29,6 km.
Terrängen runt Mount McPhail är kuperad österut, men västerut är den bergig. Trakten runt Mount McPhail är nära nog obefolkad, med mindre än två invånare per kvadratkilometer.. Det finns inga samhällen i närheten. 
I omgivningarna runt Mount McPhail växer i huvudsak barrskog.